# Peregrina
A Peregrina a Peregrinus (magyarul Pellegrin) férfinév női párja.

## Gyakorisága
Az 1990-es években szórványos név, a 2000-es években nem szerepel a 100 leggyakoribb női név között.

## Névnapok
- április 26.[2]
- május 1.[2]
- május 2.[2]
- augusztus 5.[2]
- október 5.[2]